# Souroubea vallicola
Souroubea vallicola är en tvåhjärtbladig växtart som beskrevs av R. E. Woodson och De Roon. Souroubea vallicola ingår i släktet Souroubea och familjen Marcgraviaceae. Inga underarter finns listade i Catalogue of Life.